# Crkva sv. Petra u Nečujmu
Ruševine rimokatoličke crkve sv. Petra nalaze su u mjestu Nečujmu na Šolti.

## Opis
Ruševine se nalaze u uvali Nečujam. Crkva je sagrađena u 14. – 15. stoljeću. Građena je priklesanim kamenom, a sačuvana je samo polukružna apsida, s povišenim svetištem sa zidanim antependijem te bočni zidovi u temeljima. Na unutrašnjim zidovima vidljivi su tragovi oslika. Pripadala je splitskom prepoštu Dujmu Balistiću, prijatelju Marka Marulića. Neposredno uz crkvu su ostaci antičkog zida. Pored ove crkve nalazi se i zavjetna crkvica Bogorodice (Gospe Ostrovske) izgrađena 1938.g.

## Zaštita
Pod oznakom Z-4887 zavedena je kao nepokretno kulturno dobro - pojedinačno, pravna statusa zaštićena kulturnog dobra, klasificirano kao "sakralne građevine".